# منطقه ویژه اقتصادی جهرم
منطقه ویژه اقتصادی جهرم در بزرگراه جهرم-شیراز و در فاصله حدود ۳۰ کیلومتر از جهرم و در مجاورت پتروشیمی جهرم واقع شده است. عملیات اجرایی منطقه ویژه اقتصادی جهرم که به عنوان نخستین منطقه ویژه استان فارس بعد از شیراز است، در دی ماه ۱۳۹۰ با حضور معاون وزیر صنعت، معدن و تجارت آغاز شد. طراحی منطقه ویژه جهرم در دو فاز به انجام رسیده است که فاز اول آن حدود ۷۳ هکتار و فاز دوم آن حدود ۲۶۷ هکتار و در کل حدود ۳۴۰ هکتار وسعت دارد.
منطقه ویژه اقتصادی جهرم با وجود بزرگراه جهرم-شیراز و همچنین چندین طرح ترانزیتی که در آینده‌ای نه چندان دور شاهد آن‌ها خواهیم بود؛ همچون راه‌آهن شیراز-جهرم-لار-بندرعباس، بزرگراه جهرم-لار-بندرعباس، اتوبان شرق به غرب که از جهرم خواهد گذشت و البته فرودگاه جهرم و همچنین دسترسی به بندرهای خلیج فارس و هم‌جواری با قطب کشاورزی، معدنی و صنعتی و شیلات، شرایط مطلوبی برای سرمایه گذاران در این منطقه فراهم کرده است. متصل بودن یک منطقه به شبکه ریلی کشور و برخورداری از آب و برق و گاز و از طرف دیگر معافیت‌های مالیاتی این منطقه از جمله معافیت ۱۳ ساله از مالیات برای سرمایه گذاران، بزرگ‌ترین انگیزه برای هر سرمایه‌گذار به حساب می‌آید.